# 艾佛森括号
在数学中，以Kenneth E. Iverson命名的“艾佛森括号”（Iverson bracket），是一种用方括号记号，如果方括号内的条件满足则为1，不满足则为0. 更确切地讲，
{\displaystyle [P]={\begin{cases}1&{\text{If }}P{\text{ is true;}}\\0&{\text{Otherwise.}}\end{cases}}}
此处 P 是一个可真可假的命题。该记号由Kenneth E. Iverson在他的编程语言APL中引进，而特别使用方括号则是由高德纳倡导的，目的是避免含括号的表达式中的歧义。

## 用途
艾弗森括号通过自然的映射{\displaystyle {\textbf {false}}\mapsto 0;{\textbf {true}}\mapsto 1}将布尔值转化为整数值，这就允许计数被表示为和式。例如，计数与小于n且正整数n互质的正整数的个数的欧拉函数可以表示为
{\displaystyle \phi (n)=\sum _{i=1}^{n}[\gcd(i,n)=1],\qquad {\text{for }}n\in \mathbb {N} ^{+}.}
更一般地，此记号使得将和式和积分式中繁多的条件移入并成为被加（积）项的一个因子成为可能。这将减少累加记号周围的空间，更重要的是这允许运算更加代数化。例如，
{\displaystyle \sum _{1\leq i\leq 10}i^{2}=\sum _{i}i^{2}[1\leq i\leq 10].}
另一个例子是化简带特例的方程，例如公式
{\displaystyle \sum _{1\leq k\leq n \atop \gcd(k,n)=1}\!\!k={\frac {1}{2}}n\varphi (n)}
对一切n > 1有效，但是右边有 1/2 对于 n = 1。为了得到一个一切正整数n都成立的恒等式，可以利用艾弗森括号补充等式：
{\displaystyle \sum _{1\leq k\leq n \atop \gcd(k,n)=1}\!\!k={\frac {1}{2}}n(\varphi (n)+[n=1])}

## 样例
克罗内克函数 : {\displaystyle \delta _{ij}=[i=j].}
符号函数和单位阶跃函数：
{\displaystyle \operatorname {sgn}(x)=[x>0]-[x<0]}
{\displaystyle H(x)=[x>0].}
最值与绝对值：
{\displaystyle \max(x,y)=x[x>y]+y[x\leq y],}
{\displaystyle \min(x,y)=x[x\leq y]+y[x>y],}
{\displaystyle |x|=x[x\geq 0]-x[x<0].}
上下取整函数：
{\displaystyle \lfloor x\rfloor =\sum _{n=-\infty }^{\infty }n[n\leq x<n+1]}
{\displaystyle \lceil x\rceil =\sum _{n=-\infty }^{\infty }n[n-1<x\leq n].}
麦考利括号可被表示为
{\displaystyle \{x\}=x\cdot [x\geq 0].}
实数的三分律等价于下面的恒等式：
{\displaystyle [a<b]+[a=b]+[a>b]=1.}